# Inhacorá
Inhacorá é um município brasileiro do estado do Rio Grande do Sul.

## História
Segundo moradores antigos da comunidade, e pesquisa realizada em documentos existentes, o Inhacorá seria uma grande fazenda, que foi doada pelo Estado a um Capitão do Exército, pelos grandes serviços prestados em favor da pátria, em saldo, por ter participado da Guerra do Paraguai (1865 a 1870).
Esta fazenda compreendia uma enorme extensão de terra abrangendo o Município de Chiapeta, e parte dos municípios de Alegria, Independência, Três de Maio, Giruá, Catuípe e Santo Augusto.
O povoamento iniciou porque o Capitão, que era um homem que não gostava de solidão, doou parte de suas terras a colonizadores. A terra era habitada por índios que a chamavam de “Inhacorá”, que em guarani significa “campo cercado pela natureza”, cujo nome ainda é conservado até os dias atuais. O povoado se formou à margem do Lajeado Engenho.
Ao se estabelecerem, os primeiros moradores foram pouco a pouco aumentando, e dentro do povoado criaram-se três casas comerciais, assim sendo a comunidade também conhecida como “Três Vendas do Inhacorá”.
A principal atividade dos pioneiros foi a indústria, seguida do comércio e da agricultura de subsistência.

## Formação Administrativa
Até 1961, enquanto distrito, pertenceu a Santo Ângelo. A partir daí, com a emancipação de Catuípe, passou a pertencer a este.
De 1961 até 9 de dezembro de 1986 foi segundo distrito de Catuípe; e a partir de 10 de dezembro de 1986 foi anexado ao Município de Chiapeta, pela Lei nº 8272/86.
Elevado à categoria de município pela Lei Estadual nº 9.568, de 20 de março de 1992, constituído pelo Distrito de Inhacorá, pertencente ao Município de Chiapeta parte do Distrito de Esquina Neves, pertencente ao Município de Catuípe.

## Geografia
Localiza-se a uma latitude 27º52'59" sul e a uma longitude 54º01'01" oeste, estando a uma altitude de 358 metros. Sua população estimada em 2004 era de 2.393 habitantes.